# XVI Giochi del Mediterraneo
I XVI Giochi del Mediterraneo si sono svolti a Pescara dal 26 giugno al 5 luglio 2009.
Il programma ha previsto gare in 28 diversi sport, di cui tre non olimpici, più le gare per disabili di nuoto e atletica leggera. Sono state assegnate un totale di 1 276 medaglie; 408 ori, 408 argenti e 408 bronzi. All'evento hanno partecipato 4 180 atleti e 2 139 tra accompagnatori e dirigenti, per un totale di 6 318 presenze.

## Candidatura
Il Comitato olimpico nazionale italiano dovette esprimersi sulle proposte di candidatura di numerose città, tra le quali: Catania, Cagliari, Genova, Latina, Messina, Napoli, Palermo, Pescara, Pisa, Rimini, Trieste, Venezia, ma solo la candidata abruzzese rispose pienamente ai criteri imposti dal CONI.
Le altre candidate che fecero richiesta di organizzare i Giochi del 2009 con Pescara furono:
- Patrasso, Grecia
- Fiume, Croazia

La sede dei XVI Giochi del Mediterraneo venne scelta il 18 ottobre 2003 ad Aguadulce, nei pressi di Almería (Spagna). Durante la prima votazione venne esclusa la città croata; la seconda votazione venne ripetuta in quanto nessuna delle due restanti proposte raggiunse il quorum di 42 voti; con la terza e ultima votazione Pescara si aggiudicò l'organizzazione dei GdM a scapito di Patrasso per 42 voti a 36.
| Votazione per i XVI Giochi del Mediterraneo 2009 | Votazione per i XVI Giochi del Mediterraneo 2009 | Votazione per i XVI Giochi del Mediterraneo 2009 | Votazione per i XVI Giochi del Mediterraneo 2009 | Votazione per i XVI Giochi del Mediterraneo 2009 |
| Città                                            | Paese                                            | 1ª votazione                                     | 2ª votazione                                     | 3ª votazione                                     |
| ------------------------------------------------ | ------------------------------------------------ | ------------------------------------------------ | ------------------------------------------------ | ------------------------------------------------ |
| Fiume                                            | Croazia                                          | ?                                                | -                                                | -                                                |
| Patrasso                                         | Grecia                                           | ?                                                | 37                                               | 36                                               |
| Pescara                                          | Italia                                           | ?                                                | 41                                               | 42                                               |
| Schede bianche                                   |                                                  | ?                                                | 4                                                | 4                                                |

## Sviluppo e preparazione

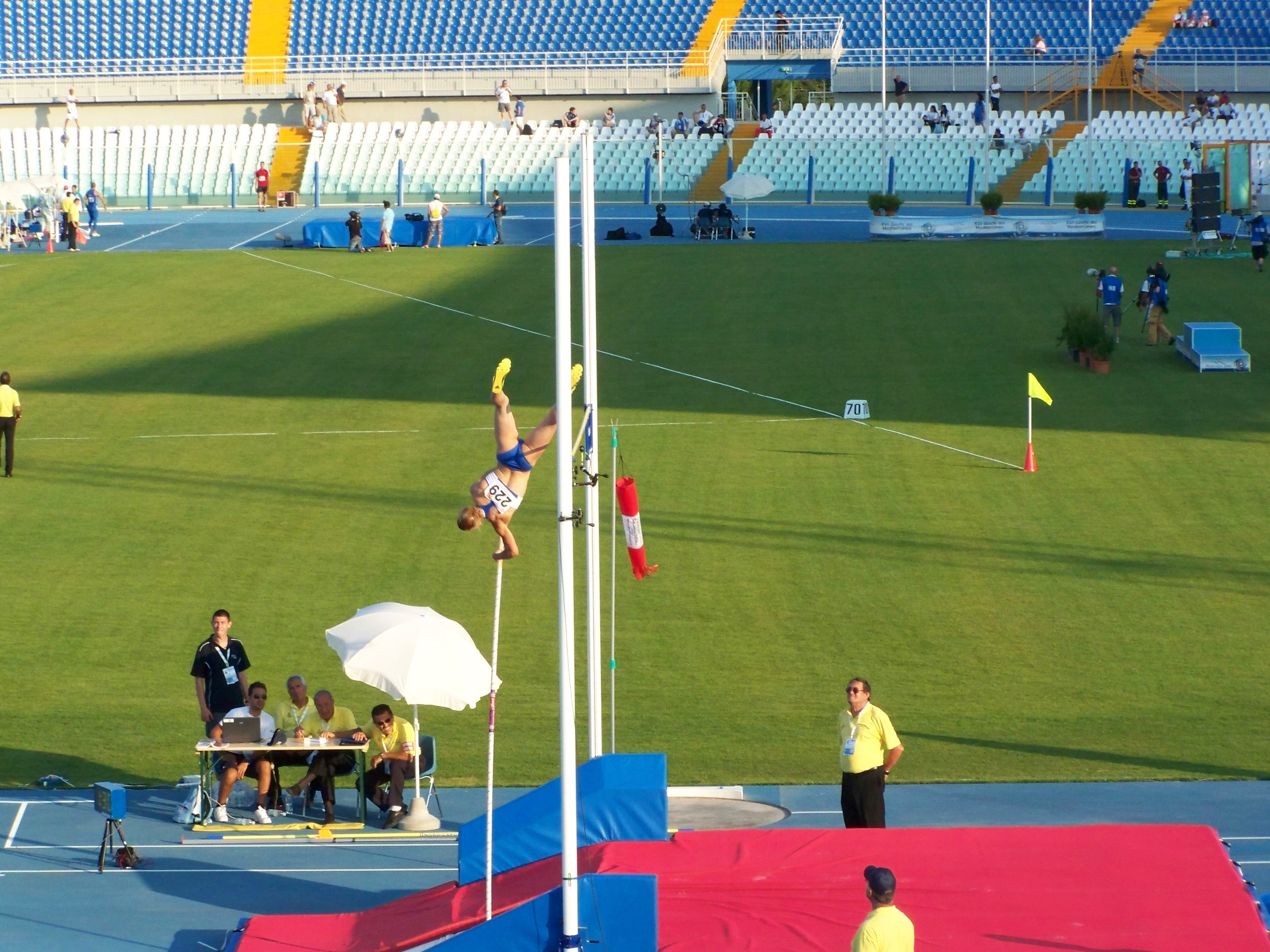
Salto con l'asta

### Sedi di gara

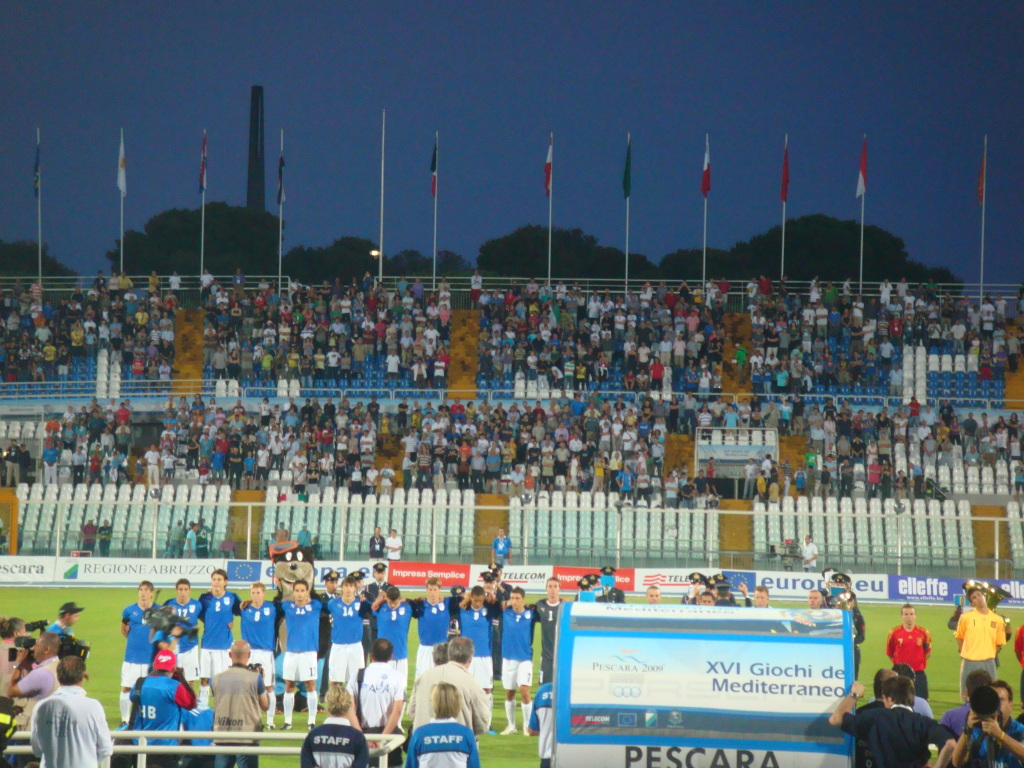
Finale di calcio Italia-Spagna presso lo Stadio Adriatico

In totale gli impianti sportivi coinvolti nei Giochi sono stati 33, capitanati dallo Stadio Adriatico di Pescara, sede della cerimonia di apertura, della finale di calcio e di tutte le gare di atletica leggera. Oltre a quella di Pescara, sono state coinvolte anche le altre province abruzzesi: Chieti, L'Aquila e Teramo. Durante la preparazione dei XVI GdM grande attenzione è stata dedicata all'adeguamento degli impianti, primo fra tutti proprio l'Adriatico.
Per l'organizzazione dei Giochi del Mediterraneo 2009, le amministrazioni locali, in particolare le città di Pescara e Chieti e la regione Abruzzo hanno investito per la costruzione di nuove strutture e la riqualificazione di numerose esistenti. In particolare gli investimenti si sono concentrati su:
- la completa riqualificazione dello Stadio Adriatico di Pescara;

Il nuovo impianto è stato inaugurato il 10 maggio 2009. La risistemazione è costata circa 10 milioni di euro e ha permesso la costruzione di una zona per la stampa, denominata Main Press Center, che sarà il fulcro della vita giornalistica durante i Giochi. È stata ricavata all'interno della curva Adriatica ed è ampia circa 900 m2. Sono stati inoltre rifatti il manto erboso, la pista di atletica e la tribuna Majella. Sono stati inoltre installati pannelli solari per il riscaldamento dell'acqua e pannelli fotovoltaici per poter integrare la fornitura di energia elettrica.. Test-event dell'impianto è stato il Top Club Challenge di atletica leggera;
- la costruzione del Villaggio Mediterraneo per ospitare gli atleti, nel comune di Chieti;
- la riqualificazione delle piscine Le Naiadi di Pescara.

Le nuove piscine sono state utilizzate anche per lo svolgimento dei campionati italiani estivi di nuoto dal 26 al 30 maggio 2009, evento utile come test-event della struttura rinnovata.
Il palazzo ex-Aurum è stato completamente ristrutturato e per il periodo dei Giochi è stato adibito come sede del Comitato Organizzatore.
Per collegare la sede del lago di Bomba dove si sono svolte le gare di canottaggio e canoa/kayak, sono stati riattivati 10 km della ferrovia Sangritana (tratta Colledimezzo - Bomba) grazie ad un investimento di quasi 850 000 euro per manutenzione sulla tratta in disuso.
Lo stadio Guido Biondi di Lanciano ha subito un restyling per tribune, spogliatoi e distinti, oltre che l'installazione di nuovi seggiolini e la creazione di sala stampa e area vip.

### Villaggio Mediterraneo

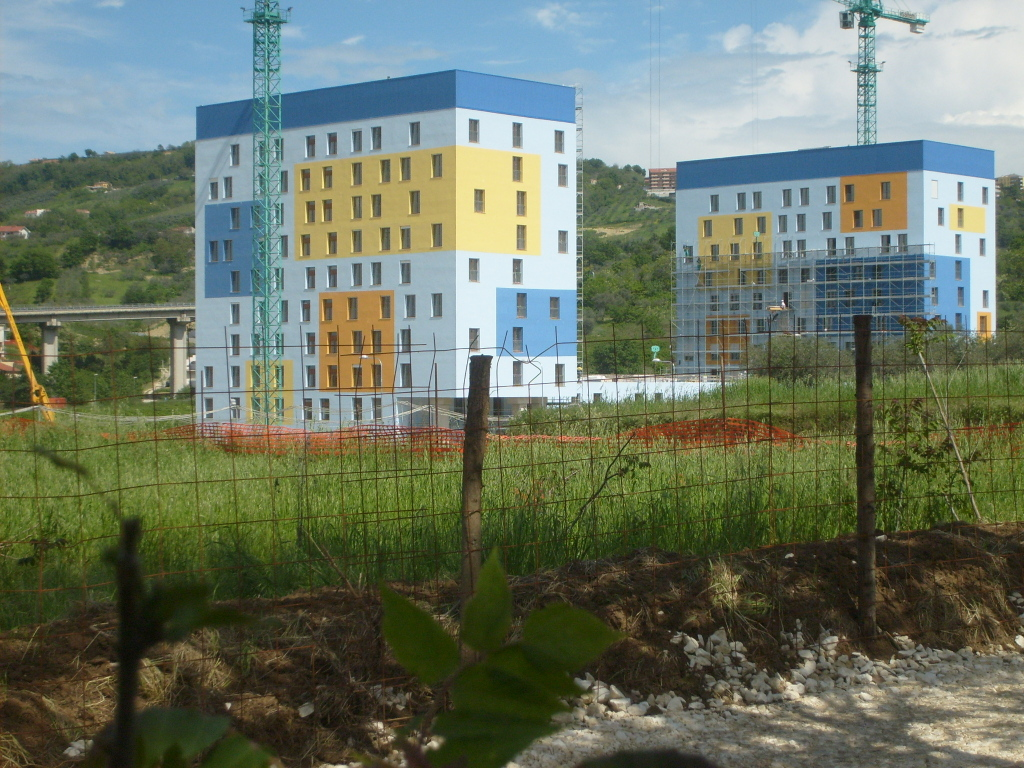
Costruzione del Villaggio Mediterraneo (Aprile '09)

Il progetto preliminare del Villaggio Mediterraneo è stato dello studio ABDR, a cura degli architetti Maria Laura Arlotti, Michele Beccu, Paolo Desideri, Filippo Raimondo su una superficie di circa 250.000 metri quadrati per una cubatura di circa 200.000 metri cubi, il 35% della quale dedicata a residenze private, il 15% a residenze pubbliche e il 50% a servizi. Le residenze che hanno ospitato gli atleti sono state successivamente convertite in abitazioni e uffici, sono disposte in edifici a torre di 12 piani e una parte di esse è stata adibita a nuovo studentato dell'Università di Chieti. Il progetto è stato corredato dalla presenza di un polo multifunzionale e di una sala congressi.
"Sindaco" del Villaggio è stata nominata Fabrizia D'Ottavio, campionessa mondiale di ginnastica ritmica, che accoglierà più di 4000 atleti in 462 appartamenti e 317 camere.

### Logo
Il semplice logo della manifestazione rappresenta con due onde, blu e verde, le due anime della regione Abruzzo; il mare e la montagna. Su di esse una figura umana spicca un volo-tuffo e si lancia, in un gesto atletico che ricorda lo sport, nella Natura incontaminata della regione che ospita i Giochi.

### Mascotte

La mascotte Auà

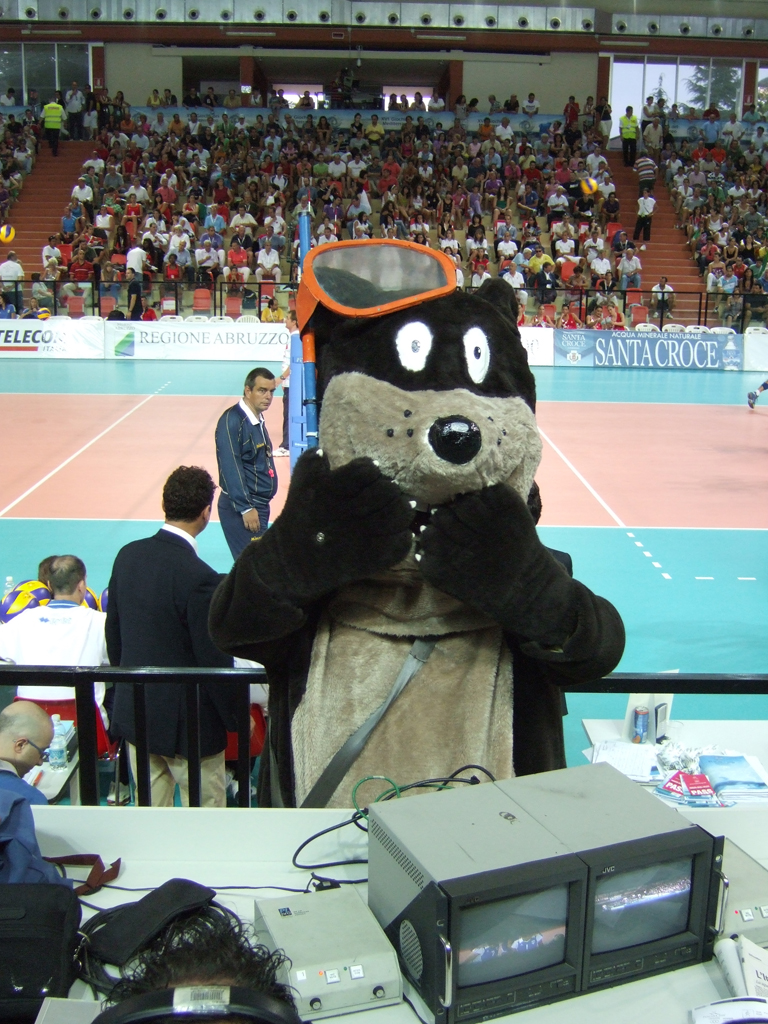
Auà durante le gare

La mascotte dei XVI GIochi del Mediterraneo di Pescara è stata un orso marsicano, simbolo della regione, in versione balneare, corredato di pinne, maschera, boccaglio, infradito e costume, rappresentando in tal modo mare e monti: è stato selezionato attraverso un concorso tra le scuole medie d'Abruzzo. L'orso si chiama Auà (che in dialetto significa "guarda"): il suo nome è stato scelto attraverso un sondaggio su Internet e invita non solo a seguire i Giochi, ma a guardare, osservare e innamorarsi della terra d'Abruzzo.

### Campagna pubblicitaria
Durante la conferenza stampa ufficiale di presentazione dei Giochi, svoltasi presso la sala d'onore del CONI a 22 giorni dall'inizio della manifestazione sportiva è stata presentata la campagna pubblicitaria di promozione dei Giochi, caratterizzata dal motto One Sea, One Dream (Un Mare, Un Sogno). La campagna ha come punto di forza uno spot pubblicitario, trasmesso dalle reti RAI e ideato da Walter Rosso, direttore creativo della Aton Immagine e Comunicazione, caratterizzato da un vortice multicromatico che rappresenta la varietà di forme, colori, culture e storie del Mediterraneo.

### Medaglie
Durante la presentazione dei Giochi sono state mostrate anche le medaglie che poi consegnate ai vincitori delle gare nelle varie discipline sportive. Il dritto delle medaglie, di 6 cm di diametro, raffigura il logo della manifestazione con la scritta in francese XVI Jeux Mediterranéens. Sul verso è invece raffigurato il Guerriero di Capestrano, testimonianza archeologica dell'era pre-romana in terra d'Abruzzo.

### Problematiche organizzative
Nel corso del 2006 e del 2007 il Comitato Internazionale dei Giochi del Mediterraneo ha espresso numerose perplessità sul reale funzionamento del comitato organizzatore locale, ed è anche stata ipotizzata la revoca dell'assegnazione.
Nel corso di una visita speciale del presidente del Comitato Internazionale dei Giochi del Mediterraneo, Amar Addadì, svoltasi il 19 e 20 novembre 2007, è stata confermata la fiducia al Comitato Organizzatore dei Giochi, sebbene con riserva di una nuova analisi dei risultati ottenuti e una nuova verifica dell'avanzamento dei lavori nel giugno 2008.
Nel marzo 2008, durante una visita, il presidente della Commissione di controllo José Maria Echevarria, assieme al direttore esecutivo del CIJM George Yerolimpos, si è detto molto soddisfatto dei risultati ottenuti e ha dichiarato che il gap organizzativo accumulato negli ultimi anni è stato completamente azzerato.
Durante il mese di dicembre 2008 il governo ha nominato un commissario straordinario per i Giochi, Mario Pescante, al fine di accelerare l'organizzazione dell'evento.
La nomina ha commissariato il Comitato Organizzatore precedente che prevedeva come presidente del consiglio di amministrazione Sabatino Aracu; Raffaele Pagnozzi, segretario generale del CONI, come supervisiore del comitato; Luigi Albore Mascia, sindaco di Pescara; la condivisione della vice presidenza da parte di Giovanni Petrucci, presidente del CONI, ed Enrico Paolini, vicepresidente della regione Abruzzo. Tra i consiglieri vi erano Franco Carraro, la fondista e membro CIO Manuela Di Centa, i presidenti delle province di Pescara, di Chieti e di Teramo e il presidente della FIGC Giancarlo Abete. A pochi giorni dall'avvio dei Giochi il presidente Aracu ha dato le proprie dimissioni al fine di poter permettere lo scioglimento del Comitato Organizzatore, diventato un tappo burocratico per l'organizzazione, e liberare di un livello burocratico in più il lavoro del commissario Pescante; è stato però nominato Presidente Onorario quale riconoscimento per il lavoro fatto per i Giochi.
È stata poi istituita una Direzione Generale, con a capo Mario di Marco, e una Commissione Generale d'Indirizzo formata, tra gli altri, da Gaetano Fontana, commissario straordinario del governo per le infrastrutture, Rocco Crimi, sottosegretario alla Presidenza del Consiglio dei ministri con delega allo Sport, Gianni Chiodi, presidenze della regione Abruzzo, Guido Bertolaso, Capo del dipartimento della Protezione Civile della Presidenza del Consiglio dei ministri, Guerino Testa, Presidente della Provincia di Pescara, Giovanni Petrucci, Presidente Comitato olimpico nazionale italiano e Sabatino Aracu Presidente Comitato Organizzatore.

## I Giochi

### Cerimonie
A cinquanta giorni dall'apertura dei XVI Giochi del Mediterraneo, il 5 maggio 2009, presso Villa Madama a Roma, il ministro degli esteri Franco Frattini ha consegnato ufficialmente agli ambasciatori dei Paesi coinvolti, l'invito di partecipazione ai Giochi. Nello stesso giorno, presso l'auditorium dell'Università degli Studi "Gabriele D'Annunzio" sono stati effettuati i sorteggi delle squadre per i tornei, alla presenza del Comitato Esecutivo del CIGM, e in particolare del presidente Amar Addadì.
L'ideazione e organizzazione delle cerimonie è stata affidata alla società K-events Filmmaster Group, che già aveva organizzato le cerimonie per Giochi olimpici e paralimpici di Torino 2006, Marco Balich regia, Lida Castelli direzione artistica, Alfredo Accatino Autore e Responsabile dei Contenuti.

#### Cerimonia di apertura
La cerimonia di apertura dei Giochi si è svolta nel rinnovato Stadio Adriatico il 26 giugno 2009 e ha visto tra gli ospiti anche il presidente del Comitato Olimpico Internazionale Jacques Rogge, che ha premiato la squadra di rugby dell'Aquila, simbolo della rinascita della regione dopo il terribile terremoto del 6 aprile 2009. La cerimonia si è aperta proprio con un omaggio all'Aquila Rugby, alla Protezione Civile, ai Vigili del Fuoco e alla Croce Rossa come rappresentanti di tutti coloro che si sono dati da fare per aiutare l'Abruzzo dopo il terremoto. A sottolineare la vicinanza dei Giochi alla popolazione aquilana, verrà organizzato un percorso di un'anfora d'acqua che proprio dall'Aquila raggiungerà la città di Pescara.
Era presente alla cerimonia il Presidente del Consiglio Silvio Berlusconi, assieme a sette capi di Stato, sedici ambasciatori e ventotto membri del Comitato Olimpico Internazionale.
Durante la cerimonia è stata anche ricordata la figura di Gabriele D'Annunzio che è stato interpretato da Alessandro Haber, affiancato dall'etoile Eleonora Abbagnato nei panni di Eleonora Duse.
Punto cardine è stato il momento della tradizionale "Cerimonia dell'Acqua" durante la quale ogni Paese che partecipa ai Giochi porta in un'anfora l'acqua del proprio mare, che ha poi unito in un unico bacino a simboleggiare l'unità e la pace fra le sponde del Mar Mediterraneo. Questa parte è stata accompagnata dalla colonna sonora scritta da Eros Ramazzotti appositamente per i XVI Giochi del Mediterraneo.
A condurre la cerimonia d'apertura in tutte le sue fasi, è stata la voce dell'attore Milo Vallone, scelto come voce ufficiale di questa edizione dei Giochi.
Vera novità della cerimonia che ancora una volta lega i Giochi al tragico evento del 6 aprile è stato il Viaggio dell'Acqua che si è svolto il 25 giugno: l'acqua italiana che si congiungerà alle altre durante la cerimonia allo Stadio Adriatico è stata prelevata dalla Fontana delle 99 cannelle dell'Aquila dalla signora Romina Carrozzi con in braccio sua figlia Giorgia, prima nata dopo il sisma, a simboleggiare la rinascita dell'Abruzzo. Parte dell'acqua prelevata dalla fontana è stata poi portata in contenitori più piccoli in altri luoghi simboli dei giorni della tragedia e nelle tendopoli: Onna, Paganica, San Gregorio e Villa Sant'Angelo. Primo "idroforo" il Presidente del Comitato Internazionale Amar Addadi.
Portabandiera azzurro è stato il pugile Roberto Cammarelle.

#### Cerimonia di chiusura

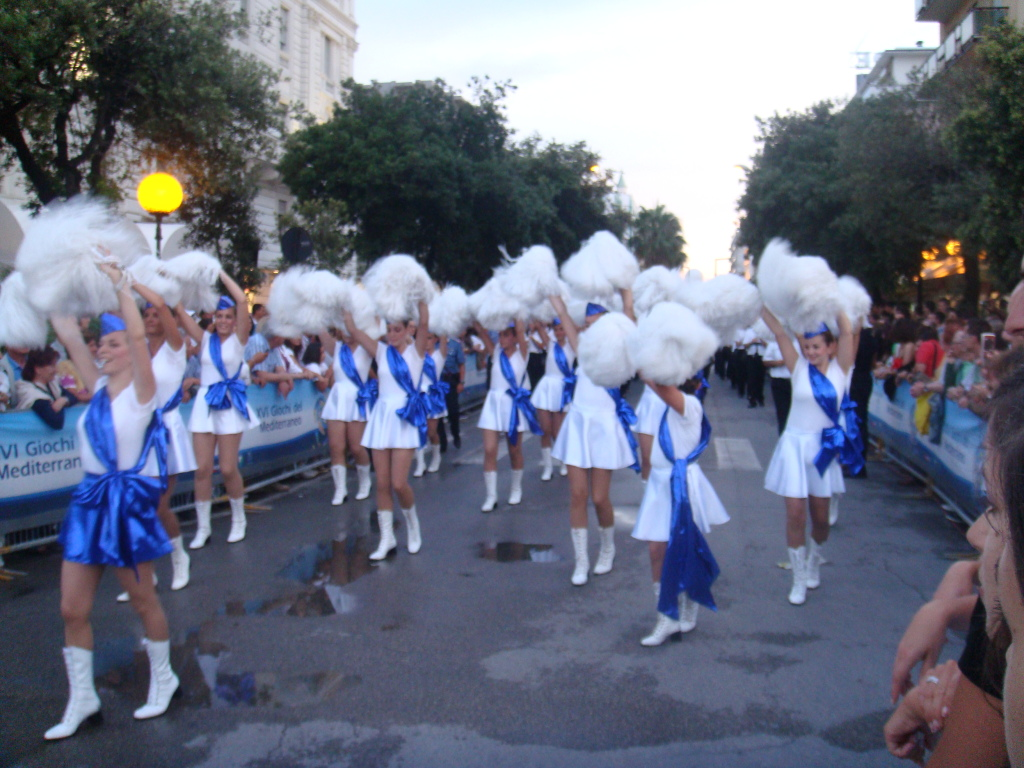
Majorette alla cerimonia di chiusura

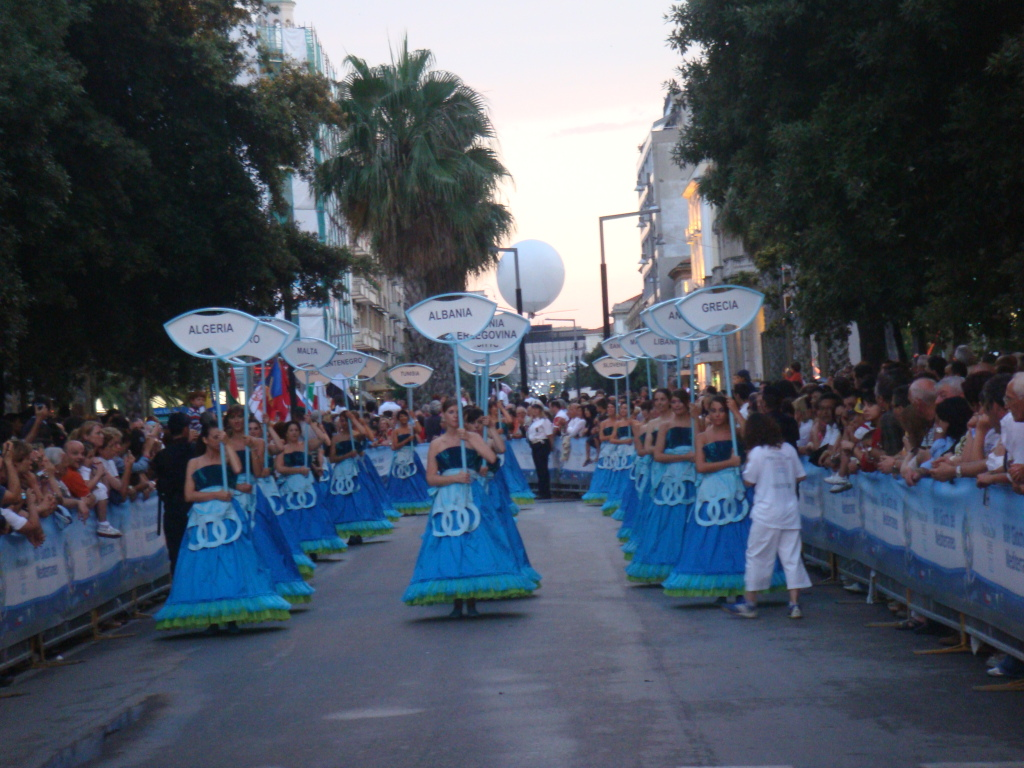
Sfilata durante la cerimonia di chiusura

La cerimonia di chiusura si è svolta allo Stadio del Mare, impianto utilizzato per il torneo di beach volley, a meno di cento metri da Piazza Salotto, cuore della città. La Cerimonia, è stata introdotta dalla Parata di atleti e volontari che ha attraversato un'ala di folla stimata in 30.000 persone.
La cerimonia è stata suddivisa in due momenti. Ad un inizio istituzionale ha fatto infatti seguito una seconda parte, a partire dalle 22.30, aperta a tutta la città con connotazione di grande festa collettiva.
Tra i momenti protocollari più significativi vanno ricordati l'esecuzione dell'Inno Italiano, l'ammaina bandiera dei Giochi e il passaggio della bandiera dei Giochi dal Sindaco di Pescara a quello di Volos (Grecia) città che ospiterà i Giochi nel 2013, lo show del Flag-handover, le animazioni di Liberidi, Quidams, Eliosphere.
La cerimonia ha lasciato quindi spazio ad una festa in spiaggia, il White Mediterranean Party, con il DJ Albertino, che ha curato un spettacolare mix di fuochi e giochi pirotecnici sul mare, che sino alle 2 di notte ha coinvolto quasi 20.000 partecipanti.

### Paesi partecipanti
In elenco, i paesi partecipanti in base all'ordine alfabetico:
- Albania (145)
- Algeria (116)
- Andorra (11)
- Bosnia ed Erzegovina (83)
- Cipro (60)
- Croazia (153)
- Egitto (61)
- Francia (334)
- Grecia (360)
- Italia (418)
- Libano (35)
- Libia (73)
- Malta (42)
- Marocco (129)
- Monaco (14)
- Montenegro (105)
- San Marino (28)
- Serbia (144)
- Siria (61)
- Slovenia (124)
- Spagna (224)
- Tunisia (131)
- Turchia (315)

Tra parentesi i numeri di atleti per delegazione.

### Discipline sportive
Il programma dei giochi di Pescara 2009 ha previsto competizioni in 28 sport.
Inizialmente erano previste competizioni anche nel pattinaggio a rotelle; la mancanza di iscrizioni in questa disciplina portò dapprima al suo declassamento a sport dimostrativo e quindi alla sua definitiva cancellazione.
- Atletica leggera (dettagli)
- Beach volley (dettagli)
- Bocce (dettagli)
- Calcio (dettagli)
- Canottaggio (dettagli)
- Canoa/kayak (dettagli)
- Ciclismo (dettagli)
- Equitazione (dettagli)
- Ginnastica artistica (dettagli)
- Ginnastica ritmica (dettagli)

- Golf (dettagli)
- Judo (dettagli)
- Karate (dettagli)
- Lotta (dettagli)
- Nuoto (dettagli)
- Pallacanestro (dettagli)
- Pallamano (dettagli)
- Pallanuoto (dettagli)
- Pallavolo (dettagli)

- Pugilato (dettagli)
- Scherma (dettagli)
- Sollevamento pesi (dettagli)
- Tennis (dettagli)
- Tennistavolo (dettagli)
- Tiro (dettagli)
- Vela (dettagli)
- Handisport (dettagli)
  - Nuoto per disabili
  - Atletica per disabili
- Sci nautico (dettagli)

### Calendario
La manifestazione si è svolta dal 26 giugno al 5 luglio 2009. Lo Stadio Adriatico ha ospitato le cerimonie di apertura e chiusura dei Giochi.
Di seguito riportiamo il calendario della manifestazione, specificando i giorni di gara per i singoli sport; tra parentesi sono riportate le prove totali.
| ● | Cerimonia di apertura | ● | Competizioni | ● | Finali | ● | Cerimonia di chiusura |

|                      | Giugno/Luglio |    |    |    |    |    |    |    |    |    |    |
| Sport                | 25            | 26 | 27 | 28 | 29 | 30 | 01 | 02 | 03 | 04 | 05 |
| Cerimonie            |               | ●  |    |    |    |    |    |    |    |    | ●  |
| Atletica leggera     |               |    |    |    |    | ●  | ●  | ●  | ●  |    |    |
| Beach volley         |               |    |    | ●  | ●  | ●  | ●  | ●  | ●  |    |    |
| Bocce                |               |    |    | ●  | ●  | ●  | ●  | ●  | ●  |    |    |
| Calcio               | ●             |    | ●  |    | ●  |    | ●  |    | ●  | ●  | ●  |
| Canoa/kayak          |               |    |    |    |    |    |    |    | ●  | ●  | ●  |
| Canottaggio          |               |    | ●  | ●  | ●  |    |    |    |    |    |    |
| Ciclismo             |               |    |    |    |    | ●  |    |    | ●  |    |    |
| Ginnastica artistica |               |    |    |    | ●  | ●  | ●  | ●  | ●  |    |    |
| Ginnastica ritmica   |               | ●  | ●  |    |    |    |    |    |    |    |    |
| Golf                 |               |    |    |    | ●  | ●  | ●  | ●  |    |    |    |
| Handisport           |               |    |    |    |    | ●  | ●  | ●  |    |    |    |
| Judo                 |               |    |    |    |    |    |    | ●  | ●  | ●  | ●  |
| Karate               |               |    |    |    |    | ●  | ●  |    |    |    |    |
| Lotta                |               | ●  | ●  | ●  | ●  |    |    |    |    |    |    |
| Nuoto                |               |    | ●  | ●  | ●  | ●  |    |    |    |    |    |
| Pallanuoto           |               |    |    |    |    | ●  | ●  | ●  | ●  |    | ●  |
| Pallacanestro        |               | ●  | ●  | ●  | ●  | ●  | ●  | ●  | ●  | ●  |    |
| Pallamano            |               | ●  | ●  | ●  | ●  | ●  | ●  | ●  | ●  | ●  | ●  |
| Pallavolo            |               |    |    | ●  | ●  | ●  | ●  | ●  | ●  | ●  | ●  |
| Pugilato             |               |    | ●  | ●  | ●  | ●  | ●  | ●  |    |    |    |
| Scherma              |               |    |    | ●  | ●  | ●  |    |    |    |    |    |
| Sci nautico          |               |    | ●  | ●  | ●  |    |    |    |    |    |    |
| Sollevamento pesi    |               | ●  | ●  | ●  | ●  | ●  |    |    |    |    |    |
| Equitazione          |               |    |    |    |    |    | ●  |    | ●  |    |    |
| Tennis               |               |    | ●  | ●  | ●  | ●  | ●  |    |    |    |    |
| Tennistavolo         |               |    |    |    |    | ●  | ●  | ●  | ●  | ●  |    |
| Tiro                 |               |    | ●  | ●  | ●  | ●  | ●  | ●  | ●  |    |    |
| Vela                 |               |    |    | ●  | ●  | ●  | ●  | ●  | ●  | ●  |    |
| Giugno/Luglio        | 25            | 26 | 27 | 28 | 29 | 30 | 01 | 02 | 03 | 04 | 05 |

## Galleria d'immagini

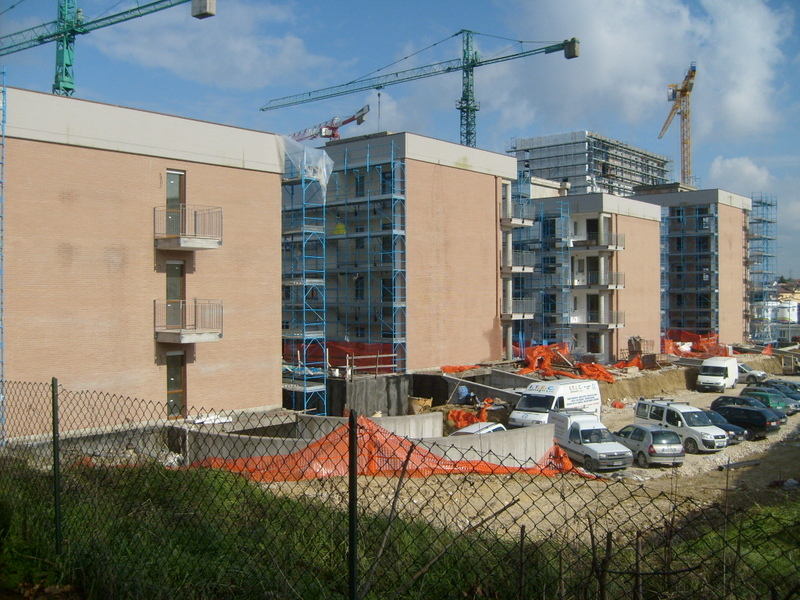
Costruzione del Villaggio Mediterraneo (Febbraio 2009)
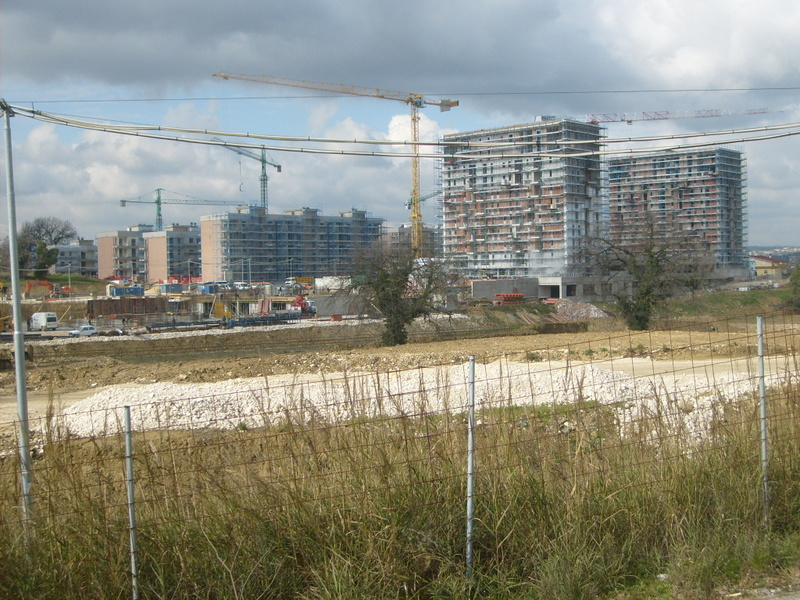
Costruzione del Villaggio Mediterraneo (Febbraio 2009)
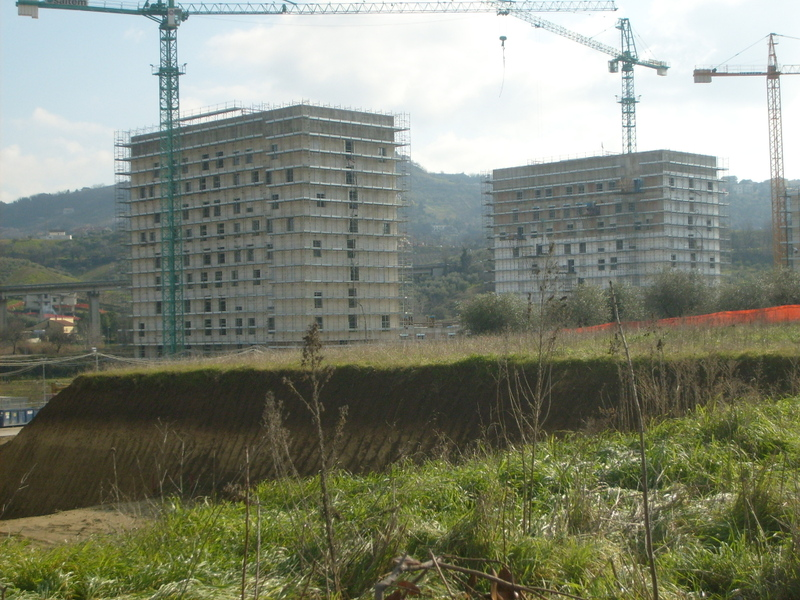
Costruzione del Villaggio Mediterraneo (Febbraio 2009)
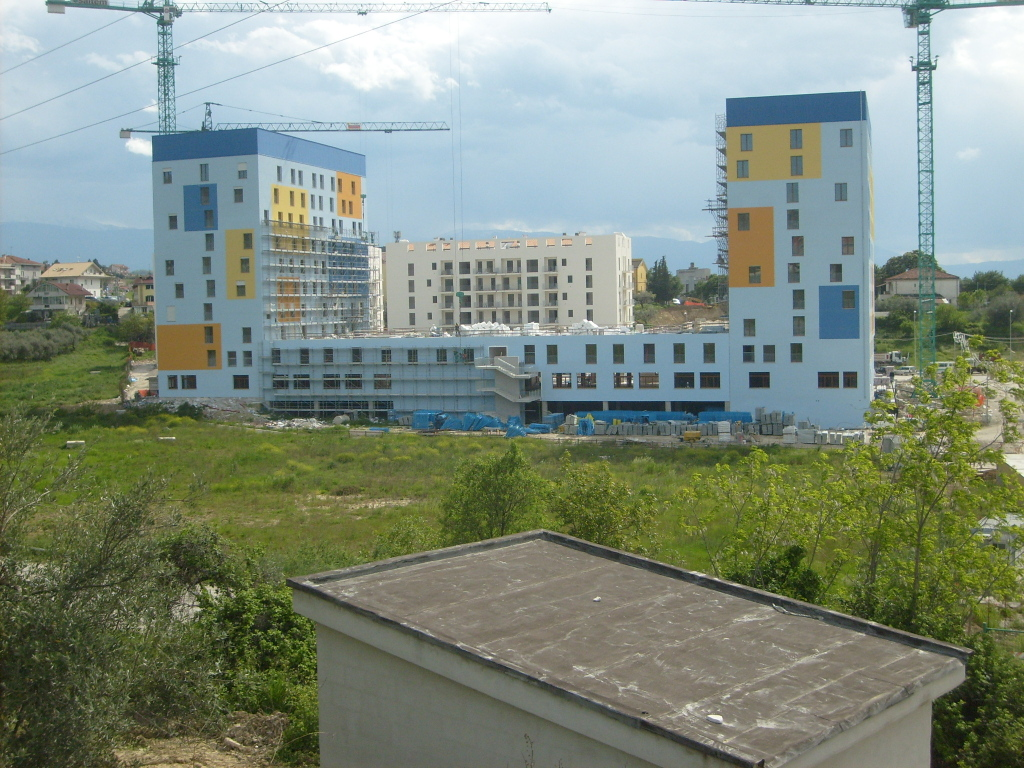
Costruzione del Villaggio Mediterraneo (Aprile 2009)